# Silmarillion
Silmarillion este o carte scrisă de J. R. R. Tolkien, publicată postum de fiul său Christopher Tolkien în 1977. Cartea cuprinde o colecție de povești care se petrec în Primul Ev al Pământului de Mijloc. Cartea a fost publicată pentru prima dată în limba română în 2003 de editura Rao.

## Rezumat

### Ainulindalë și Valaquenta
Ainulindalë („Muzica Ainurilor”) este prima secțiune din carte.  Eru, cunoscut ca și Ilúvatar („Părintele tuturor”), i-a creat pe Ainuri, un grup de demiurgi, numiți „vlǎstare ale gândului sǎu”. Ilúvatar i-a adunat și le-a împărtășit o temă, și după ea i-a pus să creeze muzică. Melkor—căruia Ilúvatar îi dăduse „cea mai mare putere și înțelepciune”"— a deviat de la tema originală și și-a dezvoltat propriul cântec. Unii Ainur i s-au alăturat, în timp ce alții au continuat să-l urmeze pe Ilúvatar, ceea ce a creat o cacofonie. Asta s-a întâmplat de trei ori și de fiecare dată Eru Ilúvatar a creat o nouă temă ca să contracareze efectele cântecului subordonatului său. Atunci Ilúvatar s-a oprit și a invocat o viziune cu Arda și oamenii ei și i-a oferit Ainurilor opțiunea de a coborî pe pământ pentru a o guverna.
Mulți Ainuri au coborât, luând formă fizică. Cei mai puternici Ainur au ajuns să fie cunoscuți ca Valari, iar cei mărunți ca Maiari. Valarii au încercat să pregătească lumea pentru venirea oamenilor și a elfilor în timp ce Melkor, dorind să conducă singur Arda, distrugea creația acestora.
Valaquenta („Povestea Valarilor”) îl descrie pe Melkor, pe fiecare din cei paisprezece Valari în detaliu și spune puține lucruri despre Maiari. Aceasta include o poveste despre cum Melkor i-a convins pe Maiari, printre care pe Sauron și pe Balrogi, să treacă de partea lui.

### Quenta Silmarillion
Quenta Silmarillion („Istoria Silmarililor”), cea mai mare secțiune a cărții, conține o serie de povești interconectate din Primul Ev despre istoria tragică a celor trei pietre, Silmarilii.
Valarii se luptă să creeze lumea elfilor și a oamenilor, dar Melkor continuă să le distrugă munca. După ce acesta distruge cele două lumini care luminează lumea, Valarii pleacă spre Aman, un continent la vest de Pământul de Mijloc, unde se stabilesc, numindu-și casa Valinor, luminată de cei doi Copaci, lăsând Pământul de Mijloc lui Melkor și întunericului. Elfii se trezesc o dată cu apariția stelelor; Valarii luptă din nou cu Melkor și îi invită pe elfi pe Aman. Mulți pleacă, dar câțiva rămân și alții se răzgândesc pe drum. Dintre cele trei triburi care pleacă ajung Vanyarii, Noldorii și majoritatea Telerilor.
În Aman, Fëanor, fiul lui Finwë, regele Noldorilor, a creat Silmarilii, pietre care străluceau cu lumina celor doi Copaci. Melkor distruge cei doi Copaci cu ajutorul lui Ungoliant, îl omoară pe tatăl lui Fëanor, Finwë, fură Silmarilii și fuge spre Pământul de Mijloc. Acolo atacă Doriath, un regat al elfilor, dar este respins în prima dintre cele cinci bătălii de la Beleriand. Melkor se baricadează în fortăreața Angband din nord.
Fëanor și fiii săi jură să se răzbune pe Melkor – și pe oricine ar ascunde Silmarilii de ei, chiar și pe Valari. Fëanor îi convinge pe majoritatea Noldorilor sǎ-l vâneze pe Melkor pe Pământul de Mijloc. Fii lui Fëanor iau cu forța vasele Telerilor, omorând mulți dintre aceștia. Ajungând pe Pământul de Mijloc, Fëanor și Noldorii îl atacă și îl înving pe Melkor, deși Fëanor este rănit de moarte de Balrogi. Melkor se regrupează și-i atacă din nou pe Noldori, dar este învins din nou și asediat vreme de patru sute de ani, când acesta reușește în sfârșit să-i facă să se retragă.
După distrugerea Copacilor, Valarii au creat soarele și luna, provocând trezirea oamenilor. O parte pleacă spre Beleriand și se aliază cu elfii. Unul dintre supraviețuitori, Beren, care trecând de Brâul lui Melian intră în regatul Doriath, unde se îndrăgostește de elfa Lúthien, fiica regelui. Ca să-i despartă, regele i-a cerut să-i aducă Silmarilii de la Morgoth (așa i-a zis pentru prima dată Feanor), dar împreună, Beren și Lúthien și ajutați de câinele Huan (un câine venit din Valinor, căruia îi era dat să vorbească de trei ori în viață) s-au strecurat în fortăreața lui Morgoth și au furat un Silmaril chiar de pe coroana acestuia. Cei doi s-au căsătorit, dar Beren a fost la scurt timp rănit de moarte în lupta cu Carcaroth, jivina de pază a lui Morgoth care era cuprins de durere în urma înghițirii Silmaril-ului cu mâna lui Beren.  Astfel Luthien moare de durere, ajungând în sălile lui Mandos. Acesta văzând durerea ei îi cere sfatul lui Manwe. Luthien și Beren se pot întoarce pe Pământul de Mijloc dar Luthien pierde harul Eldarilor, devenind muritoare.
Noldorii au realizat că dacă cei doi pot pătrunde în Angband, Melkor nu era invincibil. Aceștia atacă din nou, împreună cu elfii și gnomii, dar sunt învinși, când Melkor întunecă inimile oamenilor. Mulți oameni au rămas totuși de partea elfilor și au fost onorați, dar nu mai mult decât frații Húrin și Huor. Melkor l-a capturat pe Húrin, blestemându-l să vadă decăderea neamului său.
Fiul lui Húrin, Túrin Turambar, a fost trimis la Doriath, lăsându-și mama și sora nenăscută în urmă. Acesta a făcut multe fapte demne de laudă, printre care uciderea dragonului Glaurung. Urmărit de blestemul lui Melkor, Túrin și-a omorât prietenul, Beleg, și s-a căsătorit cu sora sa, Nienor, pe care nu o mai văzuse vreodată, și care-și pierduse memoria în urma vrăjii lui Glaurung. La moartea acestuia, vraja a fost ridicată. Nienor, însărcinată, s-a sinucis, iar Túrin s-a aruncat în propria sabie.
Fiul lui Huor, Tuor a fost implicat în soarta regatului noldor Gondolin. S-a căsătorit cu elfa Idril, fiica lui Turgon, Lordul Gondolin. Când Gondolin a căzut, prin trădarea lui Maeglin, Tuor i-a salvat pe mulți dintre locuitori de la moarte. Cu timpul, toate regatele elfilor din Beleriand cad și refugiații fug către un sanctuar pe malul apei, creat de Tuor. Fiul lui Tuor, Eärendil Half-elven, se logodește cu Elwing, o descendentă a lui Beren și a lui Lúthien. Elwing îi oferă lui Eärendil Silmarilul furat de cei doi și, folosind lumina acestuia, Eärendil călătorește dincolo de mare ca să ceară ajutorul Valarilor. Împreună îl înving pe Melkor, distrugând majoritatea Beleriandului, și-l alungă din Arda, marcând sfârșitul Primului Ev al Pământului de Mijloc.
Fiii lui Eärendil și ai lui Elwing au fost Elrond și Elros. Ca descendenți ai elfilor nemuritori și ai oamenilor, aceștia au putut alege: Elrond a ales elfii, iar fratele său, oamenii. Elros a devenit primul rege din Númenor.

### Despre Inelele Puterii și despre al Treilea Ev
Capitolul „Despre Inelele Puterii Si despre al Treilea Ev” reprezintă partea concluzională a cărții, cuprinde aproximativ 20 de pagini si descrie evenimentele ce au loc în Pământul de Mijloc în timpul celui de-al Doilea și al Treilea Ev. În timpul celui de-al Doilea Ev, Sauron apare ca puterea principală din Pământul de Mijloc, și tot atunci Inelele Puterii sunt făurite de către Elfi, conduși de Celebrimbor. Sauron își creează în secret propriul inel, Inelul care le va conduce pe celelalte, fapt ce duce la războiul dintre locuitorii din Pământul de Mijloc și Sauron, care culminează cu Războiul Ultimei Alianțe, în care Elfii și Númenóreni rămași își unesc forțele într-o armată pentru a-l înfrânge pe Sauron. Conducătorii Ultimei Alianțe sunt regele elf Gil-galad și Elendil, conducătorul oamenilor, alături de fii lui, Isildur și Anárion. Mărșăluind spre Mordor, aceștia înfrang armata lui Sauron și mai apoi asediază fortăreața Barad-dûr în care Sauron își are lăcașul. După șapte ani de asediu, timp în care Anárion a fost ucis, Sauron însuși iese și începe lupta împotriva liderilor Ultimei Alianțe. Sauron îi ucide pe Gil-galad și Elendil, dar propriile puteri îi slăbesc de asemenea. În luptă intervine Isildur, care rezistă atacurilor lui Sauron și care, în final, cu o bucată din sabia frântă a tatălui său (Narsil se numea această sabie) reușește să îi reteze degetul lui Sauron pe care avea Inelul Suprem. Când acest lucru s-a întâmplat, spiritul lui Sauron a fost eliberat și a zburat în sălbăticie. Isildur este sfătuit să distrugă Inelul, prin aruncarea lui în lava vulcanului de pe Muntele Osândei, unde a fost făurit, dar atras de frumusețea Inelului, Isildur refuză și îl păstrează ca preț al vieții lui Anárion și Elendil, ambii fiind uciși de către Sauron. Astfel începe cel de-al Treilea Ev al Pământului de Mijloc. Doi ani mai târziu, Isildur și soldații săi sunt prinși într-o ambuscada a orcilor în timp ce mărșăluiau pe Câmpiile Vesele. Isildur scapă punându-și Inelul pe deget - care îl făcea pe purtător invizibil - dar Inelul îl trădează, alunecând de pe degetul său când acesta înota în Marele Râu Anduin. După pierderea inelului, Isildur este văzut de către orci și apoi omorât, iar Inelul este uitat pentru două milenii pe fundul râului.